# Леген
Леген (словен. Legen) — поселення в общині Словень Градець, Регіон Корошка, Словенія. Висота над рівнем моря: 488 м.